# SIAM Journal on Applied Mathematics
Журнал SIAM з прикладної математики (англ. - The SIAM Journal on Applied Mathematics) - це рецензований науковий журнал з прикладної математики, який видає Товариством промислової та прикладної математики (SIAM). Головним редактором журналу є Пол А. Мартін (Колорадська гірнича школа). Журнал був заснований в 1953 році як перший журнал SIAM з назвою Журнал Товариства промислової та прикладної математики, і отримав своє сучасне найменування в 1966 році. Більшість років свого існування з 1999 року за рейтингом SCImago Journal & Country Rank він вважався журналом другі квартилі з прикладної математики. Разом із «Комунікаціями з чистої та прикладної математики» його називали «одним із двох найбільших американських збірників з прикладної математики». 